# Palacio Municipal de Deportes de Granada
Der Palacio Municipal de Deportes de Granada (deutsch Städtische Sporthalle von Granada) ist eine Sporthalle in der spanischen Stadt Granada, Andalusien. Der Basketballclub CB Granada trug seine Heimspiele von 1994 bis zur Auflösung 2012 in der Halle aus. Seit 2015 ist es die Heimat des Basketballvereins Fundación CB Granada. Der Palacio mit 7.358 Plätzen liegt in unmittelbarer Nachbarschaft zum Estadio Nuevo Los Cármenes, der 1995 eingeweihten Heimspielstätte des Fußballvereins FC Granada. 
Die Halle, die an der Straße Carretera de La Zubia liegt, wurde 1991 eingeweiht und ist für mehrere Sportarten wie Basketball, Handball, Volleyball, Futsal, Motocross, Motorrad-Trial oder Eishockey ausgelegt. Daneben dient sie als Veranstaltungsstätte für Musikkonzerte. Neben den 7.358 Zuschauerplätzen verfügt der Bau unter anderem über einen V.I.P.-Bereich, sechs Bars, 54 Plätze für Journalisten, ein Pressekonferenzraum und vier Umkleidekabinen (240 Quadratmeter mit 188 Spinden, vier Massageliegen, 32 Duschen, 12 Toiletten und 10 Waschbecken). Unter der Hallendecke ist ein Videowürfel aufgehängt.

## Veranstaltungen
Im Jahr 1992 fand das Final-Eight-Turnier im spanischen Basketballpokal Copa del Rey de Baloncesto in Granada statt. 1995 machte das Endturnier des Pokals noch einmal Station im Palacio Municipal. Die erste internationale Sportveranstaltung war die Futsal-Europameisterschaft 1999, deren Spiele komplett in Granada stattfanden. Im spanischen Basketball-Supercup Supercopa de España de Baloncesto unterlag 2005 der CB Granada in eigener Halle gegen Saski Baskonia mit 55:61. Zwei Jahre später war der Palacio Municipal de Deportes de Granada Austragungsort der Vorrundengruppe A der Basketball-Europameisterschaft 2007. Das Finale des spanischen Futsalpokals Copa de España de Fútbol Sala im Jahr 2009 trugen der Rekordmeister Inter Movistar aus Madrid und ElPozo Murcia Turística (5:3) in der Sporthalle aus.
Vom 30. August bis zum 14. September ist Spanien Gastgeber der Basketball-Weltmeisterschaft 2014. Die 17. Welttitelkämpfe werden neben dem Palacio Municipal de Deportes de Granada in fünf weiteren Spielstätten in Barcelona, Bilbao, Madrid, Las Palmas de Gran Canaria und Sevilla ausgetragen. 
Im Jahr darauf ist Granada Ausrichter der Winter-Universiade 2015, dabei ist die Halle als Schauplatz des Finales im Eishockeyturnier vorgesehen.